# Ammoniumsulfide
Ammoniumsulfide is een instabiel zout met de formule (NH4)2S. Veel chemicaliënleveranciers bieden waterige oplossingen van dit zout aan. Omdat de pKa van het waterstofsulfideion boven de 15 ligt, kan dit ion door ammoniak zeker niet volledig gedeprotoneerd worden. De in de handel verkrijgbare oplossingen bestaan dus uit een mengsel van ammonia en ammoniumwaterstofsulfide, (NH4)HS.

## Synthese
Ammoniumsulfide wordt gemaakt door waterstofsulfide met een overmaat ammoniak te laten reageren:
{\displaystyle {\ce {H2S + 2NH3 -> (NH4)2S}}}

## Toepassingen
Ammoniumsulfide wordt gebruikt bij het ontwikkelen van foto's, het aanbrengen van patina op bronzen voorwerpen, en in de textiel-industrie.

## Veiligheid
Oplossingen van ammoniumsulfide zijn schadelijk omdat ze een labiele bron voor het giftige waterstofsulfide vormen.